# Accidente de Kyshtym
El Accidente de Kyshtym fue un accidente que provocó una contaminación radiactiva que tuvo lugar el 29 de septiembre de 1957 en Mayak, un sitio de producción de plutonio para armas nucleares y combustible nuclear para plantas de reprocesamiento en la Unión Soviética. Tuvo una magnitud de nivel 6 en la Escala Internacional de Accidentes Nucleares, convirtiéndolo en el tercer accidente nuclear más peligroso jamás registrado, detrás del desastre nuclear de Fukushima Daiichi y el accidente de Chernóbil (ambos de nivel 7 según la escala internacional). El accidente ocurrió en el pueblo de Ozyorsk, en el óblast de Cheliábinsk, una ciudad cerrada construida alrededor de la planta de Mayak. Dado que Ozyorsk/Mayak (también conocida como Chelyábinsk-40 y Chelyábinsk-65) no se encontraba en los mapas, el desastre recibió el nombre de Kyshtym, el pueblo más cercano.

## Antecedentes
Después de la Segunda Guerra Mundial, la Unión Soviética quedó atrás de los Estados Unidos en el desarrollo de armas nucleares, por lo que comenzó un programa apresurado de investigación y desarrollo para producir una cantidad suficiente de uranio y plutonio para armas. La planta Mayak fue construida rápidamente entre 1945 y 1948. Las lagunas en el conocimiento sobre física nuclear de los científicos soviéticos hicieron que se tomasen decisiones poco prudentes sobre seguridad. Las preocupaciones medioambientales no fueron tomadas en serio durante los primeros pasos del proceso de desarrollo. Los seis reactores nucleares estaban en el Lago Kyzyltash y utilizaron un sistema de enfriamiento de los reactores en ciclo abierto, descargando agua contaminada directamente de vuelta al lago. En un principio la planta de Mayak estuvo vertiendo desechos radiactivos de alto nivel a un río cercano, el cual llevaba estos desechos al río Obi, y de allí hasta el océano Ártico. Posteriormente, el Lago Karachay fue utilizado para almacenamiento al aire libre.

## Accidente
En 1957, el sistema de enfriamiento en uno de los tanques que contenía entre 70 y 80 toneladas de residuos radiactivos líquidos falló y no se reparó. La temperatura en él comenzó a elevarse, lo que provocó la evaporación y una explosión química de los desechos secos, que consistían principalmente en nitrato de amonio y acetatos (véase bomba de nitrato de amonio / fuel oil). La explosión, el 29 de septiembre de 1957, con una fuerza estimada de entre el equivalente de entre 70 y 100 toneladas de TNT, arrojó al aire la tapa de hormigón de 160 toneladas. No hubo víctimas inmediatas como resultado de la explosión pero después causó 200 muertes debido a la Radiación, pero emitió aproximadamente 20 MCi (800 PBq) de radioactividad. La mayor parte de esta contaminación se estableció cerca del lugar del accidente y contribuyó a la contaminación del río Techa, pero se extendió una pluma que contenía 2 MCi (80 PBq) de radioisótopos a lo largo de cientos de kilómetros, abarcando un área habitada aproximadamente por un cuarto de millón de personas. Las áreas previamente contaminadas dentro del área afectada incluyen el río Techa, que ya había recibido 2,75 MCi (100 PBq) de desechos vertidos deliberadamente, y el Lago Karachay, que había recibido 120 MCi (4.000 PBq).
En las siguientes 10 a 11 horas, la nube radioactiva se desplazó hacia el noreste, alcanzando 300–350 km (190–220 millas) desde el lugar del accidente. Las consecuencias de la nube causaron una contaminación a largo plazo de un área de más de 800 a 20.000 km² (310 a 7.720 millas cuadradas), dependiendo de qué nivel de contaminación se considera significativo, principalmente con cesio-137 y estroncio-90. Esta área generalmente se conoce como Rastro Radiactivo de los Urales del Este (EURT).

## Evacuaciones
Al menos 22 poblaciones fueron expuestas a la radiación proveniente del accidente, con un total de alrededor de 10.000 personas evacuadas. Algunas personas fueron evacuadas al cabo de una semana, pero se llevó cerca de 2 años para que se produjeran evacuaciones en otros sitios.